# NGC 3912
NGC 3912 este o galaxie spirală situată în constelația Leul. A fost descoperită în 6 aprilie 1785 de către William Herschel. Se află la o distanță de 17,14 megaparseci de Pământ.